# 이산화 타이타늄
이산화 타이타늄(titanium dioxide)은 이산화 티타늄 또는 이산화 티탄이라고도 불리며, 화학식은 TiO2이다. 전이금속인 타이타늄 원자 하나와 산소 원자 2개가 결합된 분자로서 분자량은 79.866g/mol이며, 무미무취의 흰색 가루이다. 타이타늄을 공기 중에 노출시키면 쉽게 산소와 반응하여 이산화 타이타늄 피막을 형성한다.

## 성질
- 산화력이 매우 크다.
- 은폐력이 커서 거의 모든 용매에 녹지 않는다.
- 굴절률이 매우 큰 이방성을 나타내고 산란성도 크다.
- 매우 안정한 물질이다.
- 비독성이다.
  - 보통 생물학적으로 반응을 하지 않아 환경 및 인체에 무해하다고 이야기하나 발암 가능 물질이라는 의견이 분분하다 하지만 WHO논문에 따르면 인간에 대한 발암성의 증거는 불충분 하며 실험동물에게만 적용되었다는 결과가 도출되었다.[4]
- 이산화 타이타늄이 20nm정도로 작은 크기일 때 내피세포누출을 유도하는 메커니즘 일부 발표되었다
- 판타이타늄석(brookite), 예추석(anatase), 금홍석(rutile)의 동질다상 형태로 존재한다.
- 산화력이 커서 항균 작용이 크고, 악취제거 및 살균작용이 있다.
- 절연체이다.

## 일반적 쓰임
- 자외선 차단제 및 화장품 등으로 쓰인다.
- 흰색의 도료로서 널리 쓰인다.(물감, 유약, 잉크, 수정액, 페인트 등)
- 산화력이 커 광촉매로 사용된다.
- 상을 선명하게 하여 식품첨가제로 쓰인다.
- 항균제, 악취제거 및 살균제로 쓰인다.
- 반도체 물질 및 태양전지 셀 및 코팅 물질로 쓰인다.

## 제조
현재 공업적으로 제조되고 있는 이산화 타이타늄의 양은 세계적으로 연간 약 300만톤이다. 생산되는 이산화 타이타늄은 여러 용도로 쓰인다. 이 중에서 백색 도료로서 사용되는 양이 전체 이산화 타이타늄 사용량의 약 90%를 차지한다. 공업적으로 이산화 타이타늄을 제조하는 방법은 크게 황산법과 염소법 2가지로 나뉜다.

### 황산법
TiOSO4의 수용액을 열가수분해해서 얻어진 침전물인 예추석형의 TiO2 미립자를 800~1000 °C로 소성하여 성장시킨 후 원하는 크기의 TiO2를 얻는 방법이다. 소성공정의 종자 첨가 조절에 의해 예추석형, 금홍석형 등의 원하는 결정을 제조할 수 있다. (위의 성질 문단 참고)

### 염소법
TiCl4의 가열증기를 가열산소와 반응시켜 고온 기상에서 TiO2입자를 형성시키는 방법이다.
황산법과는 다르게 금홍석형만이 제조된다.

### 그 외의 제조법
이산화 타이타늄 박막을 제조하는 공법으로서 CVD공법(Chemical Vapor Deposition)이나, 졸겔법, 양극산화법(Anodization) 등의 제조법이 있다.

## 광촉매로서의 적합성
광촉매로서 쓰이기 위해서는 우선 안정해야 하며, 빛을 흡수하여 다른 물질을 산화시키는 능력이 뛰어나야 한다. 이산화 타이타늄은 이러한 면에 있어서 뛰어난 적합성을 보여주는데, 더욱이 생물체에 영향을 주지 않는 무독성이 큰 장점을 작용한다(이에 한 연구에서 암을 유발할 수도 있다는 것도 밝혀짐)는 3.0~3.2eV로 상대적으로 큰 편이기 때문에 자외선(u.v;ultraviolet wave)영역의 빛을 흡수하여 광촉매 역할을 수행한다. 특히, 385nm 파장의 빛을 이용한다. 하지만 다른 염료나 색상을 띠는 유기물과 섞여 광촉매 역할을 수행하면 가시광선(visible light)영역의 빛으로도 광촉매 역할을 수행할 수 있다.

## 같이 보기
- 염료감응형 태양전지
- 아산화물

## 참고 문헌
- 고활성 미분체 TiO2 광촉매계의 제조 및 응용성 개발(최종 보고서), 1999, 산업 자원부.
- 분자수준화학 응용기술 개발사업; 티탄 산화물소재 연구, 1998, 한국화학연구소, 과학 기술부
- KISTI <글로벌동향브리핑(GTB)> 2009.11.17일자 <<티타늄 독성의 새로운 기작 밝혀져>>에서 URL: <<http://mirian.kisti.re.kr/gtb_trend/class_gtb/class_gtb_v.jsp>> 2009.12.14발췌
- A mixture of anatase and rutile TiO2 nanoparticles induces histamine secretion in mast cells